# Ebracteola fulleri
Ebracteola fulleri är en isörtsväxtart som först beskrevs av L. Bol., och fick sitt nu gällande namn av H.F. Glen. Ebracteola fulleri ingår i släktet Ebracteola och familjen isörtsväxter. Inga underarter finns listade i Catalogue of Life.